# Indosasa parvifolia
Indosasa parvifolia är en gräsart som beskrevs av Chi Son Chao och Qi Hui Dai. Indosasa parvifolia ingår i släktet Indosasa och familjen gräs. Inga underarter finns listade i Catalogue of Life.